# Caspar Friedrich Hachenberg
Caspar Friedrich Hachenberg (ged. Neuwied, 14 december 1709 - Wageningen, 1 april 1793), was rector van de Latijnse School te Wageningen (1740-1789).
Hachenberg werd in 1709 te Neuwied geboren als zoon van stadssecretaris Friedrich Wilhelm Hachenburg en Charlotte Albertina Bachoven. Hij studeerde theologie aan de universiteit van Marburg en het Gymnasium Illustre van Bremen, en vond aanvankelijk werk in Jemgum in Oost-Friesland, waarschijnlijk als predikant.

## Rector in Wageningen
Op 10 september 1740 werd Hachenberg door het stadsbestuur van Wageningen benoemd tot rector van de Latijnse School aldaar. Ambtsvoorganger Clement Olpe was in augustus onverwacht overleden, en men vreesde dat de '10 a 12 discipulen' van buiten de stad zouden vertrekken als er niet snel een nieuwe rector kwam. Het personeel van de Latijnse school bestond op dat moment namelijk uit slechts één persoon: de rector. Vanaf 1748 zouden er wel weer conrectoren worden aangesteld. Het traktement bedroeg bij aanstelling 350 gulden per jaar, plus vier wagens turf. Dit salaris werd aangevuld met het schoolgeld van 12 gulden dat elke leerling per jaar betaalde, met uitzondering van de hoogste klas, waar het schoolgeld 18 gulden bedroeg, de inkomsten van inwonende leerlingen en de inkomsten van privé-onderricht dat de rector mocht geven.
Al snel bleek dat Hachenberg een zeer bekwaam docent was, zodat de school leerlingen vanuit de wijde omgeving aantrok. In 1746 werd Hachenberg gevraagd om rector te worden van de Latijnse School van Gorinchem. Het Wageningse stadsbestuur wilde 'soo waardig & bequaam een man' echter niet missen: Hachenbergs traktement werd verhoogd tot 550 gulden per jaar, hij kreeg een eenmalige douceur van 250 gulden, en hij zou een vrije woning krijgen. Daaruit blijkt wel hoeveel waarde Wageningen aan deze rector hechtte.
In 1747 verhuisde de Latijnse School van de Sint Annastraat naar een nieuw gebouw aan de Binnenbleek. De school had slechts één lokaal, met een ingang aan de Achterstraat (thans Heerenstraat), de rest van het gebouw diende tot woning van de rector en zijn gezin, en de diverse inwonende leerlingen. In 1750 kreeg Hachenberg opnieuw verzoeken uit andere steden, namelijk Tiel en Bommel, om daar rector te worden. Hachenberg berichtte de Wageningse magistraat dat hij wel in Wageningen wilde blijven, maar dat hij dan op de strijkzolder een kamer met een schoorsteen wilde hebben, en een traktementsverhoging van 50 gulden. Het bestuur ging akkoord met de verbouwing, maar geld voor een hoger salaris was er niet. Toch bleef Hachenberg. Zijn vaste traktement werd dan wel niet verhoogd, maar hij ontving wel bijna elk jaar een extra douceur bovenop zijn salaris, plus de hierboven al genoemde inkomsten. Die extra inkomsten moeten aanzienlijk zijn geweest, want zelfs een aanbieding in 1761 om rector te worden van de Latijnse School van Dordrecht, met een traktement van maar liefst 1300 gulden, kon Hachenberg niet verleiden om uit Wageningen te vertrekken.
Op 11 februari 1789 legde Hachenberg, wegens zijn hoge leeftijd en toenemende doofheid, zijn ambt neer en kreeg hij een pensioen van 350 gulden per jaar. Hachenberg overleed te Wageningen op 1 april 1793.

## Gezin
Hachenberg is in 1749 getrouwd met Willemina van Setten (Wageningen 1727 - Wageningen 1818), bij wie hij zeven kinderen had, waarvan twee zoons later predikant werden.

## Publicaties
Hachenberg schreef zelf leerboeken. Zo is in 1759 sprake van zijn plan om een nieuwe Rudimenta uit te geven, en van een Grammatica die hij enkele jaren eerder had uitgegeven. Van deze boeken bestaan voor zover bekend geen exemplaren meer. Andere publicaties van Hachenberg waren:
- De significatione praepositionum Graecarum in compositis et generalia quaedam de ratione compositionis vocum Graecarum (Utrecht 1771)
- Phaedri augusti liberti fabularum Aesopiarum libri quinque of De fabelen van Phaedrus, aangaande de woorden en zaaken tot gebruik der jeugd in 't Nederduitsch verklaard (Wageningen 1772).
- Vertoog over de welmeenende aanbieding van genade en zaligheid, zoo als die onder voorwaarde van geloof en bekeering allen, ook zulken, welke dezelve niet aannemen en verlooren gaan, door het Evangelium gedaan wordt (Wageningen en Utrecht 1774).
- Grammaticae Graecae, in twee delen: pars prior en pars posterior (Utrecht 1791 en 1792). Dit laatste werk vormde in 1812 de basis voor de Amerikaanse uitgave van Chauncey A. Goodrich: Elements of Greek grammar, taken chiefly from the grammar of Caspar Frederick Hachenberg (New-Haven 1812, daarna nog vier keer herdrukt). Dat boek is aan de Yale-universiteit lange tijd gebruikt als het standaard Griekse grammaticaboek.